# Айваджък
Айваджъ̀к е град и околия във вилает Чанаккале в административно-географския район Мармара в Турция. По време на кампанията за Галиполи през Първата световна война областта е обект на няколко съюзнически атаки.

## География
Околията обхваща площ от 893 km2 и градът се намира на 251 m н.в. Разположена на вулканично плато, областта е с планински и хълмист релеф. Най-голямата равнина в областта е долината на река Тузла с площ 30 km2, следвана от равнините Кьосѐ дерѐ и Баба̀кале.
В околия Айваджък има 2 града и 64 села. Според преброяването от 2007 г. населението на околията е 30 027 души, от които 7457 живеят в град Айваджък.

## История, култура и стопанство
Айваджък е с богато археологическо наследство, а културите, населявали региона, се преплитат. Най-посещаваният исторически обект в околията е Асос, дн. село Бехрамкале, където Аристотел прекарва периода от 347 до 344 година пр.н.е. Местното население има богата културна структура. В юрушките и туркменските села продължават да се наблюдават специфични културни различия. Планините в областта се простират успоредно на морското крайбрежие и оформят необикновено красиви заливи, които следват един след друг по крайбрежието. Тези заливи привличат голям туристически интерес. Освен туризма, сред основните източници на доход са производството на маслини и зехтин, тъкането на килими, въгледобива, производството на сирене и животновъдството. Жителите на планинските села са заети най-вече с животновъдство, докато в крайречните – с отглеждането на маслини. Овцевъдството и килимарството са сред най-важните стопански отрасли в тези села.
В юрушките села се съхранява и развива килимарското занаятчийско изкуство. Тъкани или плетени на възли, килимите имат различни стилове – тюрбан, стрела, тиквено цвете, решето, златна плоча, дърво на живота, туркменска роза, зелен възел, баратли, стар юрук. За да се запази оригиналността и качеството на този важен елемент от културата на юруците, в рамките на областното управителство на Айваджък е създадено училище за изработка на килими. В Айваджък са толкова уверени в качеството на ръчно тъканите си килими, че дават за тях 300-годишна гаранция.
Друг вид занаятчийство е плетенето на дантели, използвани в забрадките. В допълнение, тези дантели се произвеждат широко в постелки, покривки за маси, плетени чорапи и ръкавици с шарки. Ножовете, произведени в село Бабакале, са известни със своите рогови дръжки, инкрустации и „двойни уши“.
Производството на дървени въглища се извършва интензивно в района на Айваджък. Сиренето Езине, което се прави със смес от овче, козе и краве мляко, подправени с мащерка и други билки, се произвежда в много мандри в района.
Риболовът е развит в 21 крайморски села на Айваджък. Ловят се местни и нигриращи видове риба, вариращи според сезона: синя риба, лаврак, платика, паламуд, скумрия, сафрид, халба, кефал, омар, октопод и калмари. В село Бабакале на 24 февруари 2011 г. местни депутати и кметове, околийският управител заедно с представители на морското корабостроене откриват обновено рибарско пристанище за 200 риболовни лодки с 575 метра вълнолом и 80 хиляди квадратни метра водна площ.

## Земетресението в Айваджик
През периода 6 – 24 февруари 2017 в земетръсната зона Айваджик – Гурпинар настъпва поредица от земетресения с магнитуд до 5,5 по скалата на Рихтер. Епицентърът на земетресенията е в югозападния край на полуостров Бига (Троада).

## Допълнителни препратки
- Falling Rain Genomics, Inc. Geographical information on Ayvacık, Turkey //   Посетен на 2009-04-20.